# Łabajowa Basteja

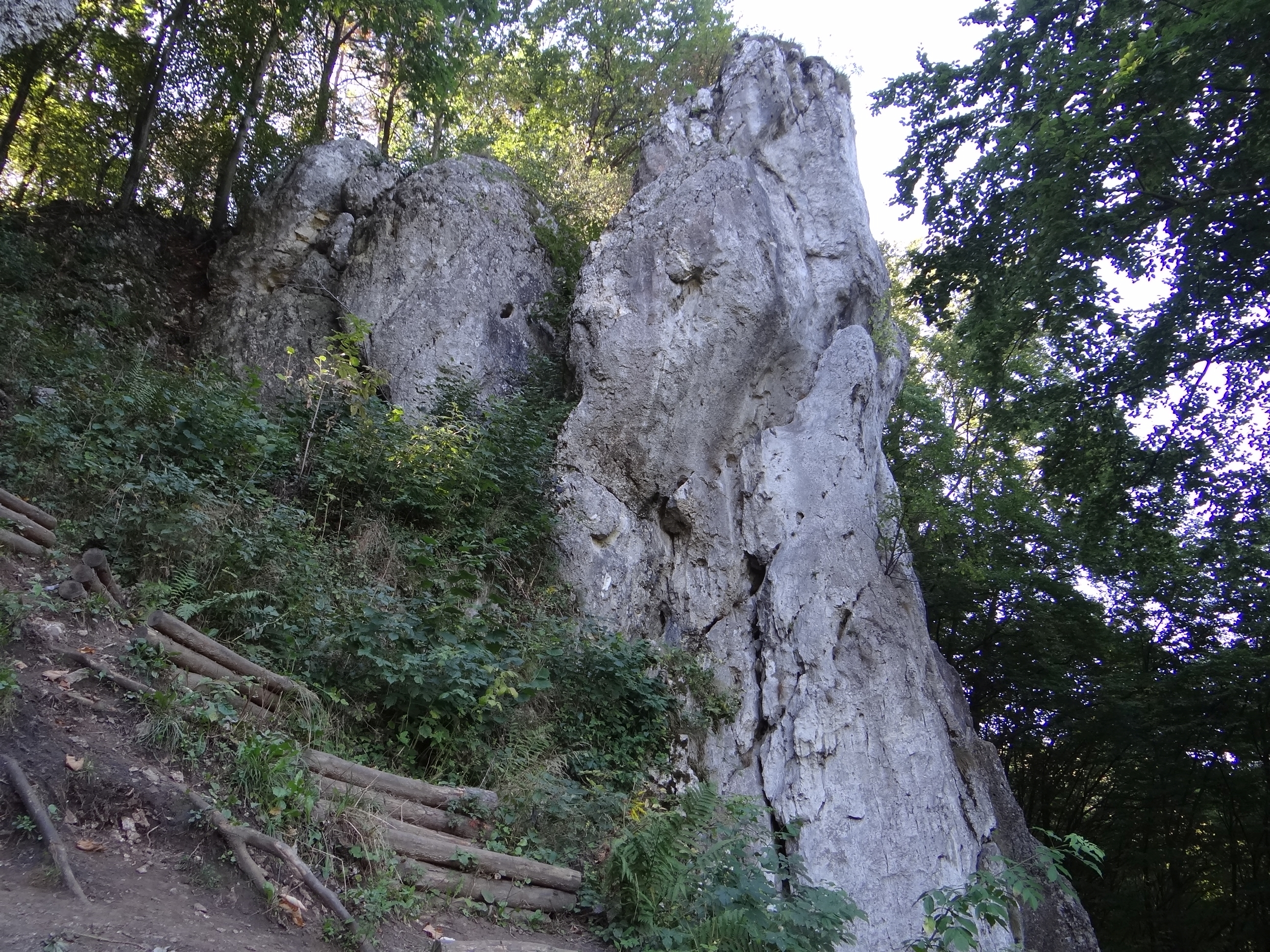
Łabajowa Basteja (po lewej) i Łabajowa Baszta

Łabajowa Basteja – wapienna skała o wysokości 12 m znajdująca się w górnej części lewych zboczy Doliny Będkowskiej na Wyżynie Krakowsko-Częstochowskiej, powyżej Łabajowej Baszty. Obie turnie są najbardziej na południe wysuniętymi skałami w Grupie Łabajowej. Skały te należą do jednych z najbardziej popularnych skał wspinaczkowych w całej Jurze.

## Drogi wspinaczkowe
Łabajowa Basteja jest przygotowana do wspinaczki – niemal wszystkie drogi wspinaczkowe wyposażone są w stałe punkty asekuracyjne. Zbocze, na którym wznosi się Łabajowa Basteja jest bardzo strome. Wykonano na nim drewniane schody ułatwiające podejście. Obok skał jest miejsce parkingowe, a pod skałą znajdują się tablice ze skałoplanami oraz ławeczki. Ściana wspinaczkowa o wystawie północno-wschodniej, pionowa, komin oraz filar.
Skała znajduje się na terenie prywatnym, jednak jest udostępniona do uprawiania wspinaczki skalnej.
Przygotowane zostały drogi wspinaczkowe o trudności od III do VI+ (w skali Kurtyki) oraz dwa projekty. Na wszystkich zamontowano stałe punkty asekuracyjne: ringi (r), stanowiska zjazdowe (st) lub ringi zjazdowe (rz):
1. Bas teja; IV (r + 2rz)
2. Bas etla; III (3r + 2rz)
3. Syty w słońcu; IV+ (3r + sz)
4. Na czczo w dżdżu; VI (3r + sz)
5. Gastronomiczna jesień; VI+ (3r + sz)
6. Projekt
7. Projekt